# Скорпионови хамстери
Скорпионови хамстери (Onychomys) е малък род северноамерикански гризачи. Представен е от три вида ендемични за САЩ и Мексико. Тялото е с големина като на домашна мишка – 9 – 13 cm и тегло от 40 – 60 грама. Представителите на рода са агресивни и единствените хищни гризачи. Хранят се изцяло с животинска храна представена от скорпиони, насекоми, червеи, малки гущери и дори други гризачи. Преди лов се изправят на задните крака и издават писклив пронизителен звук като по това си поведение се доближава до вълчия вой на някои типични хищници. Образуват двойки и са териториални животни.